# Guido Kratschmer
Guido Kratschmer (* 10. ledna 1953 Klotzenhof) je bývalý západoněmecký atlet, závodící v desetiboji.

## Sportovní kariéra
Jeho domovským sportovním klubem byl USC Mainz. Mezi jeho největší úspěchy patří stříbro na Letních olympijských hrách v roce 1976 v kanadském Montréalu a bronz z Mistrovství Evropy v atletice 1974 v Římě. Velkým zklamáním pro něho byla jeho nucená absence na Letních olympijských hrách v roce 1986 v Moskvě kvůli tehdejšímu politickému bojkotu západních zemí. Právě v roce 1980 měl největší životní formu a vytvořil tehdejší světový rekord výkonem 8667 bodů. Ten potom překonal až Daley Thompson v roce 1982. Na Letních olympijských hrách v roce 1984 v Los Angeles už dokázal obsadit pouze čtvrtou pozici. V současnosti je stále šestým historicky nejlepším německým desetibojařem, před ním jsou pouze Jürgen Hingsen, Uwe Freimuth, Siegfried Wentz, Frank Busemann a Torsten Voss.

## Osobní rekordy
- Desetiboj 8667 bodů (1980, bývalý SR)
- Sedmiboj 6141 bodů (1986)